# Кровавый урожай (фильм, 2025)
«Крова́вый урожа́й» (англ. Clown in a Cornfield — «Клоун в кукурузном поле») — американский фильм в жанре комедийного слэшера, снятый режиссёром Илаем Крейгом по сценарию Крейга и Картера Бланчарда. Является экранизацией романа 2020 года «Клоун в кукурузном поле», написанного Адамом Чезаре. В главных ролях снимались Кэти Дуглас, Аарон Абрамс, Карсон Маккормак, Кевин Дюранд, Уилл Сассо и Кассандра Потенза.
Фильм был представлен на фестивале South by Southwest 10 марта 2025 года. В США экранизация вышла в прокат 9 мая 2025 года, в России — 19 июня.

## Сюжет
В 1991 году в городке Кеттл-Спрингс (штат Миссури) группа подростков устраивает вечеринку возле старой фабрики кукурузного сиропа «Бейпен». Двое из них тайком уходят в соседнее кукурузное поле, где их убивает талисман «Бенпен» — клоун Френдо.
В настоящее время Куинн Мейбрук вместе с отцом Гленном переезжает в Кеттл-Спрингс, где Гленн становится новым городским врачом. Их отношения разладились после смерти матери Куинн, Саманты. На новом месте Куинн заводит дружбу с Коулом Хиллом, сыном мэра, и его компанией друзей — Джанет, Мэттом, Ронни и Такером. Коул показывает Куинн пародийные видеоролики в стиле ужасов, которые они снимают для своего канала в YouTube. Все они посвящены психопату Френдо, который разгуливает по Кеттл-Спрингс. Коул рассказывает девушке о фабрике «Бейпен», пожар в которой приписывают им.
Просматривая последнюю запись, Куинн замечает на заднем плане ещё одного Френдо. Тем временем Такер замечает возле своего дома человека, одетого в костюм Френдо. Незнакомец тайно врывается в дом и убивает подростка.
На 100-м городском празднике в честь Дня основателя из-за курьёза, устроенного Мэттом, с платформы падает знаменитая статуя Френдо и тем самым рушится, что в итоге портит праздник. Данн обвиняет группу в саботаже и сажает всех в тюремную камеру, а Мэтта, тренирующегося в своём гараже, в конечном итоге обезглавливает Френдо.
Тем же вечером Куинн вместе с Коулом отправляется на вечеринку в уединённый фермерский дом, где собрались почти все городские подростки. Одну из них, Джинджер, убивают выстрелом из арбалета, а сразу после этого из кукурузного поля к Джанет и Ронни прилетает отрубленная голова Мэтта. Сначала девушки принимают оба происшествия за очередной розыгрыш, но, не сумев нащупать пульс Джинджер и поняв, что голова Мэтта настоящая, в ужасе убегают.
На вечеринке появляется сосед Куинн Раст Вэнс и стреляет в Френдо из своего дробовика, после чего из кукурузного поля выбегает толпа вооружённых Френдо и бросается в погоню за группой, которой удаётся укрыться в ближайшем сарае. Раст остаётся, чтобы взорвать маньяков самодельной бомбой, а остальные убегают через канализационную решётку в поисках помощи. Достигнув дороги, они окликают проезжающую машину, из которой выходит шериф Данн, который отказывается их слушать и немедленно арестовывает Коула за самовольство. Тем временем Гленн, разыскивая Куинн, замечает, что в его клинику проникли. Проведя расследование, он вынужден оперировать раненого Френдо, но вскоре переигрывает своего похитителя и вонзает нож ему в горло.
Продолжая путь, Куинн и её друзья снова обнаруживают Френдо в кукурузном поле, и один из клоунов, вооружённый бензопилой, расчленяет Ронни. Дойдя до соседнего дома, на подростков нападает другой Френдо, который пронзает Джанет вилами. Куинн удаётся убить Френдо, но в результате девушка попадается троице других, поджидавших снаружи.
Куинн приходит в себя внутри старой фабрики в окружении нескольких Френдо, которые снимают маски и оказываются шерифом Данном, учителем мистером Верном, владельцем магазина Отисом и официанткой Труди. Они обвиняют подростков в том, что те устраивают беспорядки в городе, не уважают традиции и портят репутацию города. Артур Хилл, отец Коула, объявляет себя лидером Френдо и поджигателем фабрики «Бейпен» и собирается убить и своего сына, и Куинн, инсценировав их самоубийство. В этот момент подоспевший Гленн проносится на своей машине по фабрике, убивая при этом Труди и Отиса.
Куинн сбегает и убивает Данна током, засунув ему в рот шило для скота. Прибежавший Раст спасает Коула, что приводит к возобновлению их отношений. На улице Куинн насмерть сбивает мистера Верна, а Хилл убегает. Год спустя Гленн баллотируется в мэры, а Куинн уезжает в колледж. По дороге она находит на заднем сиденье музыкальную шкатулку «Бейпен», которую выбрасывает в окно.

## В ролях
- Кэти Дуглас — Куинн Мейбрук[5]
- Аарон Абрамс — доктор Гленн Мейбрук, отец Куинн
- Карсон Маккормак[англ.] — Коул Хилл
- Кевин Дюранд — Артур Хилл
- Уилл Сассо — шериф Джордж Данн
- Кассандра Потенза — Джанет Мюррей
- Дайна Лейтольд — Труди
- Верити Маркс — Ронни Куин
- Винсент Мюллер — Раст Вэнс
- Айо Соланке — Такер Ли
- Дилан Макьюэн — Тайлер
- Кейтлин Бейкон — Джессика
- Джефф Стром — Френдо с ножом
- Джейк Кеннерд — Френдо с арбалетом
- Бриттни Нусланд — тусовщица
- Брэдли Савацки — мистер Верн
- Александр Мартин Дикин — Мэтт Трент
- Андерс Стром — Френдо с вилами / с топором
- Джастис Веосович — тусовщик
- Ной Крейг — Красная Борода (диджей)
- Хит Верметт — работник службы контроля за животными
- Диана Исфельд — Эдна

## Производство
Информация о создании художественного фильма по мотивам романа «Клоун в кукурузном поле» появилась в августе 2020 года, ещё до старта продаж самого романа. Права на съёмки фильма достались Temple Hill Entertainment. Должность режиссёра занял Илай Крейг, он же вместе с Картером Бланчардом подготовил сценарий. Марти Бауэн, Джон Фишер и Вик Годфри выступили продюсерами. Фильм снимался в Виннипеге с 18 сентября по 23 октября 2023 года.
Первый трейлер вышел 20 февраля 2025 года, второй — 24 марта. Дублированный трейлер появился в сети 6 мая.

## Релиз
Премьера состоялась 10 марта 2025 года в рамках фестиваля South by Southwest. Слэшер вышел 9 мая 2025 года в широкий прокат в США и 19 июня того же года — в России (первоначально планировался на 5 июня) под названием «Кровавый урожай».
RLJE Films и Shudder приобрели права на дистрибуцию фильма в США, Entertainment Film Distributors — в Великобритании, Constantin Film — в Германии и Швейцарии, SND — во Франции, Belga Films — в Бенилюксе, Elevation Pictures — в Канаде, StudioCanal — в Австралии и Новой Зеландии, M2 Films — в Восточной Европе, NOS Audiovisuais — в Португалии, ACME — в Балтии, Tohokushinsha Film — в Японии, «Централ Партнершип» — в России и Stage 6 Films — на всех остальных международных рынках.

## Восприятие

### Кассовые сборы
При бюджете менее чем в 1 млн долларов «Кровавый урожай» собрал по всему миру 10,7 млн долларов: 7,2 млн — в США, 3,4 млн — на других территориях. В премьерные выходные фильм заработал 3,7 млн долларов и тем самым установил рекорд для кинокомпании-дистрибьютора IFC, превысив показатели «Полночи с дьяволом», которая годом ранее собрала 2,8 млн долларов.

### Оценки и критика
По данным Rotten Tomatoes, слэшер положительно оценили 73 % из 147 критика. Консенсус сайта звучит так: «Кровавый урожай» «не пытается заново изобрести кукурузный лабиринт, но благодаря умной идее, разрушению ожиданий и прочному фундаменту он уверенно пробивает себе путь к совершенству». На Metacritic, где фильмам выставляются средневзвешенные оценки, у экранизации 55 баллов из 100 на основании 14 отзывов, что соответствует критерию «смешанные или средние» отзывы. Подавляющее большинство зрителей, опрошенных CinemaScore, дали картине среднюю оценку «C+» по шкале от «A+» до «F», а 44 % опрошенных PostTrak рекомендуют её к просмотру.
Брайан Таллерико (RogerEbert.com), поставивший фильму оценку 2,5 из 4, сказал: «Фильм Крейга показался бы мне гораздо более интересным, если бы в нём был просто хаос, а не объяснение этого хаоса». Мейган Наварро (Bloody Disgusting) дала фильму 3 балла из 5, написав: «Режиссёр „Убойных каникул“ Илай Крейг с блеском справился с адаптацией, найдя правильный баланс между жестокостью и комедией, благодаря чему получился энергичный и лёгкий слэшер».
Отрицательный отзыв написал Оуэн Глейберман (Variety): «Фильм, как это ни банально, излучает диспепсическую депрессивную энергию — результат того, что все в нём до предела раздражительны и неприятны».
Бенджамин Ли (The Guardian) присудил ленте две звезды из пяти возможных, отметив «чёткий и по-настоящему удивительный твист». Антагониста — клоуна Френдо — критик описал как «просто клоуна, который ничем не выделяется среди прочих клоунов из фильмов ужасов, известных нам лучше». В заключение Ли назвал фильм «стандартным „продуктом для позднего вечера“».